# Urbanització Cal Rei del Corb
Urbanització Cal Rei del Corb – miejscowość w Hiszpanii, w Katalonii, w prowincji Girona, w comarce Gironès, w gminie Llambilles.
Według danych INE z 2005 roku miejscowość zamieszkiwało 9 osób.